# The Seven Basic Plots
The Seven Basic Plots: Why We Tell Stories ist ein 2004 veröffentlichtes englischsprachiges Buch von Christopher Booker, das Geschichten und Erzählungen in Bezug auf ihre psychologische Bedeutung hin analysiert. 2022 erschien eine deutsche Übersetzung als E-Book. Der Analyse liegen die von C. G. Jung entwickelten Psychischen Persönlichkeitstypen zugrunde. Booker arbeitete verschiedenen Quellen zufolge insgesamt 34 Jahre an diesem Buch.

## Zusammenfassung

### Die Meta-Handlung
Die Meta-Handlung beginnt mit der Erwartungsphase, in der die Figur des Helden zum kommenden Abenteuer aufgerufen wird. Es folgt eine Traumphase, in der das Abenteuer beginnt, der Held etwas Erfolg hat und eine Illusion der Unbesiegbarkeit hat. Es folgt jedoch eine Phase der Frustration, in der der Held seine erste Konfrontation mit dem Feind hat und die Illusion der Unbesiegbarkeit verloren geht. Dies verschlechtert sich im Albtraum, dem Höhepunkt der Verschwörung, wo die Hoffnung scheinbar verloren geht. Schließlich überwindet der Held mit Entschlossenheit die ihm auferlegte Bürde, gegen Widrigkeiten ankämpfen zu müssen.
Die Kernthese des Buches lautet: "Wie viele Figuren auch immer in einer Geschichte vorkommen mögen, so es geht nur um eine: den Helden oder die Heldin. Sie sind es, mit deren Schicksal wir uns identifizieren, wenn sie sich allmählich zum Zustand der Selbstverwirklichung hin entwickeln, der das Ende der Geschichte markiert. Letztendlich beziehen sich alle anderen Charaktere in einer Geschichte auf diese zentrale Figur. Was die anderen Charaktere darstellen, ist eigentlich nur ein Teil des inneren Zustands des Helden oder Heldin selbst."
Die sieben grundlegenden Plots bilden demzufolge die Grundlagen der Handlung(= Plot).

### Die Handlungen (Plots)

#### Die Überwindung des Monsters
Definition: Der Protagonist versucht, eine antagonistische Kraft (oft böse) zu besiegen, die die Heimat des Protagonisten und/oder den Protagonisten selbst bedroht.
Beispiele: Perseus, Theseus, Beowulf, Dracula, Der Krieg der Welten, Nicholas Nickleby, Die sieben Samurai (und dessen Western-Remake Die glorreichen Sieben), James Bond, Star Wars.

#### Vom Tellerwäscher zum Millionär (vom Bettler zum König)
Definition: Der arme Protagonist erwirbt Macht, Reichtum und / oder einen Partner, verliert alles und gewinnt es zurück, wodurch er als Person wächst.
Beispiele: Cinderella, Aladdin, Jane Eyre, Große Erwartungen,  Der Prinz und der Bettelknabe, Rocky, Ein Königreich für ein Lama.

#### Das Streben (die Mission)
Definition: Der Protagonist und seine Begleiter wollten ein wichtiges Objekt erwerben oder an einen Ort gelangen. Sie sind unterwegs Versuchungen und anderen Hindernissen ausgesetzt.
Beispiele: Odysseus, The Pilgrim’s Progress, Der Herr der Ringe, König Salomos Schatzkammer, Watership Down, Avengers: Infinity War.

#### Reise und Rückkehr
Definition: Der Protagonist geht in ein fremdes Land und kehrt, nachdem er dessen Bedrohungen überwunden hat, mit Erfahrung zurück.
Beispiele:  Ramayana, Alice im Wunderland, Goldlöckchen und die drei Bären, Orpheus, The Time Machine, Die Geschichte von Peter Hase, Der Hobbit, Der SpongeBob Schwammkopf Film, Mad Max: Fury Road, Wiedersehen mit Brideshead, The Rime of the Ancient Mariner, Vom Winde verweht, Der dritte Mann.

#### Komödie
Definition: Leichter und humorvoller Charakter mit einem glücklichen oder fröhlichen Ende; ein dramatisches Werk, bei dem das zentrale Motiv der Triumph über widrige Umstände ist, der zu einem erfolgreichen oder glücklichen Abschluss führt. Booker betont, dass eine Komödie mehr als Humor ist. Es bezieht sich auf ein Muster, in dem der Konflikt immer verwirrender wird, aber schließlich in einem einzigen klärenden Ereignis deutlich wird. Die Mehrheit der Liebesfilme fällt in diese Kategorie.
Beispiele: Ein Sommernachtstraum, Viel Lärm um Nichts, Was ihr wollt, Bridget Jones – Schokolade zum Frühstück, Mitten ins Herz – ein Song für dich, Sie liebt ihn – sie liebt ihn nicht, Vier Hochzeiten und ein Todesfall.

#### Tragödie
Definition: Der Charakterfehler des Protagonisten oder sein großer Fehler ist gleichzeitig sein Verderben. Das unglückliche Ende von Tragödien ruft Mitleid mit der Torheit und dem Sturz eines grundsätzlich guten Charakters hervor.
Beispiele: Macbeth, Das Bildnis des Dorian Gray, Carmen, Bonnie and Clyde, Jules und Jim, Anna Karenina, Madame Bovary, John Dillinger, Romeo und Julia, Julius Caesar.

#### Wiedergeburt
Definition: Ein Ereignis zwingt die Hauptfigur, ihren Weg zu ändern und oft eine bessere Person zu werden.
Beispiele: Der Froschkönig oder der eiserne Heinrich, Die Schöne und das Biest, Die Schneekönigin, A Christmas Carol, Der geheime Garten, Peer Gynt.

## Vorläufer
- William Foster-Harris’ The Basic Patterns of Plot beschreibt eine Theorie der drei grundlegenden Muster der Handlung.[4]
- Ronald B. Tobias hat in seinen 20 Master-Plots eine 20-Plot-Theorie aufgestellt.[5]
- Georges Poltis The Thirty-Six Dramatic Situations.[6]
- Einige dieser Plots können auch als Überarbeitung von Joseph Campbell angesehen werden.

## Rezeption
Das Buch wurde von einer Reihe journalistischer Rezensenten abgelehnt, wie etwa Adam Mars-Jones, der Booker widersprach, seine Verallgemeinerungen über konventionelle Handlungsstrukturen verpflichtend anzuwenden:
"Er legt Kriterien für die Kunst fest und verurteilt Rigoletto, den Kirschgarten, Wagner, Proust, Joyce, Kafka und Lawrence – die Liste lässt sich fortführen –, während Crocodile Dundee, E.T. und Terminator 2 gelobt werden".
In ähnlicher Weise schreibt die amerikanische Literaturkritikerin Michiko Kakutani in der New York Times:
"Mr. Booker bewertet Kunstwerke anhand dessen, wie eng sie sich an die Archetypen halten, die er so mühsam beschrieben hat. Diejenigen, die von diesen klassischen Mustern abweichen, werden als fehlerhaft oder pervers abgetan - Symptome, was mit der modernen Kunst und der modernen Welt schief gelaufen ist. "
Es wurde jedoch von einigen auch positiv aufgenommen, darunter auch Fay Weldon, die folgendes schrieb: 
"Dies ist das außergewöhnlichste und aufregendste Buch. Es schien mir immer, dass "die Geschichte" Gottes Weg war, um der Unfertigen Schöpfung einen Sinn zu geben. Booker interpretiert nun den Geist Gottes und analysiert nicht nur den Roman - der für mich nie wieder ganz derselbe sein wird -, sondern rückt die Erzählung der zeitgenössischen menschlichen Angelegenheiten in eine neue Perspektive. Wenn sein Autor ein Leben lang gebraucht hat, um diesen Roman zu schreiben, kann man nur Dankbarkeit empfinden, dass er es geschafft hat."
Beryl Bainbridge, Richard Adams, Ronald Harwood und John Bayley äußerten sich ebenfalls positiv, während der Philosoph Roger Scruton es als "brillante Zusammenfassung des Erzählens" bezeichnete.